# 윤대진
윤대진(尹大鎭, 1964년 ~ )은 대한민국의 검사이다. 제39대 수원지방검찰청 검사장이다.

## 경력
- 1993년:제35회 사법시험 합격
- 1996년:제25기 사법연수원
- 2002년:수원지방검찰청 특수부 검사
- 2003년:대통령비서실 특별감찰반 반장
- ~ 2006년 2월:전주지방검찰청 검사
- 2006년 2월:대검찰청 연구관
- ~ 2009년 8월:서울서부지방검찰청 부부장검사
- 2009년 8월 ~ 2010년 2월:대전지방검찰청 홍성지청 부장검사
- 2010년 2월 ~ 2011년 8월:서울동부지방검찰청 부부장검사
- 2011년 8월 ~ 2012년 7월:대검찰청 중앙수사부 첨단범죄수사과 과장
- 2012년 7월 ~ 2013년 4월:대검찰청 중수2과 과장
- 2013년 4월 ~ 2014년 1월:서울중앙지방검찰청 특수2부 부장검사
- 2014년 1월 ~ 2015년 2월:광주지방검찰청 형사2부 부장검사
- 2015년 2월 ~ 2016년 1월:제54대 대전지방검찰청 서산지청장
- 2016년 1월 ~ 2017년 7월:부산지방검찰청 제2차장검사
- 2017년 8월 ~ 2018년 6월:서울중앙지방검찰청 제1차장검사
- 2018년 6월 ~ 2019년 7월:법무부 검찰국장
- 2019년 7월 ~ 2020년 1월:제39대 수원지방검찰청 검사장
- 2020년 1월 ~ 2021년 6월:사법연수원 부원장
- 2021년 6월 ~ 2022년 7월: 법무연수원 기획부장 (검사장)
- 2022년 9월 ~ : 윤대진 법률사무소 대표변호사